# Drum național 58B
Die Drum național 58B (rumänisch für „Nationalstraße 58B“, kurz DN58B) ist eine Hauptstraße in Rumänien. 

## Verlauf
Die Straße zweigt in Voiteg von der Drum național 59 (Europastraße 70) nach Osten ab und verläuft über Gătaia und Bocșa (Bokschan) und weiter am Fluss Bârzava entlang in die Kreishauptstadt Reșița. Dort endet sie an der Drum național 58.
Die Länge der Straße beträgt rund 66 Kilometer.